# Hämikon

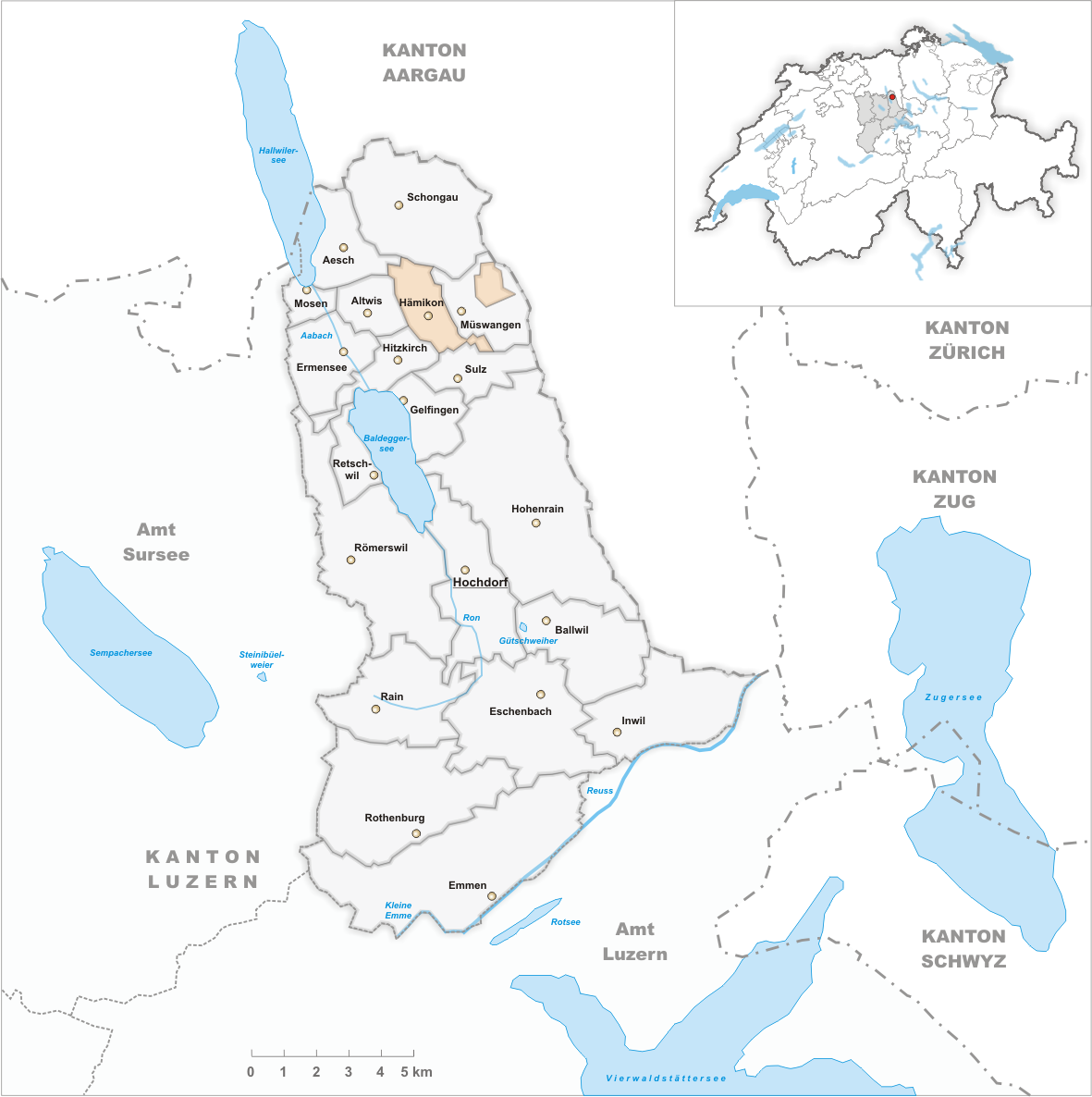
Gemeindestand vor der Fusion am 1. Januar 2009

Hämikon ist ein Dorf in der Gemeinde Hitzkirch im Amt Hochdorf des Kantons Luzern in der Schweiz.
Bis zum 31. Dezember 2008 war Hämikon eine politische Gemeinde, per 1. Januar 2009 haben die Gemeinden Hitzkirch, Gelfingen, Hämikon, Mosen, Müswangen, Retschwil und Sulz zur neuen Gemeinde Hitzkirch fusioniert.

## Geographie

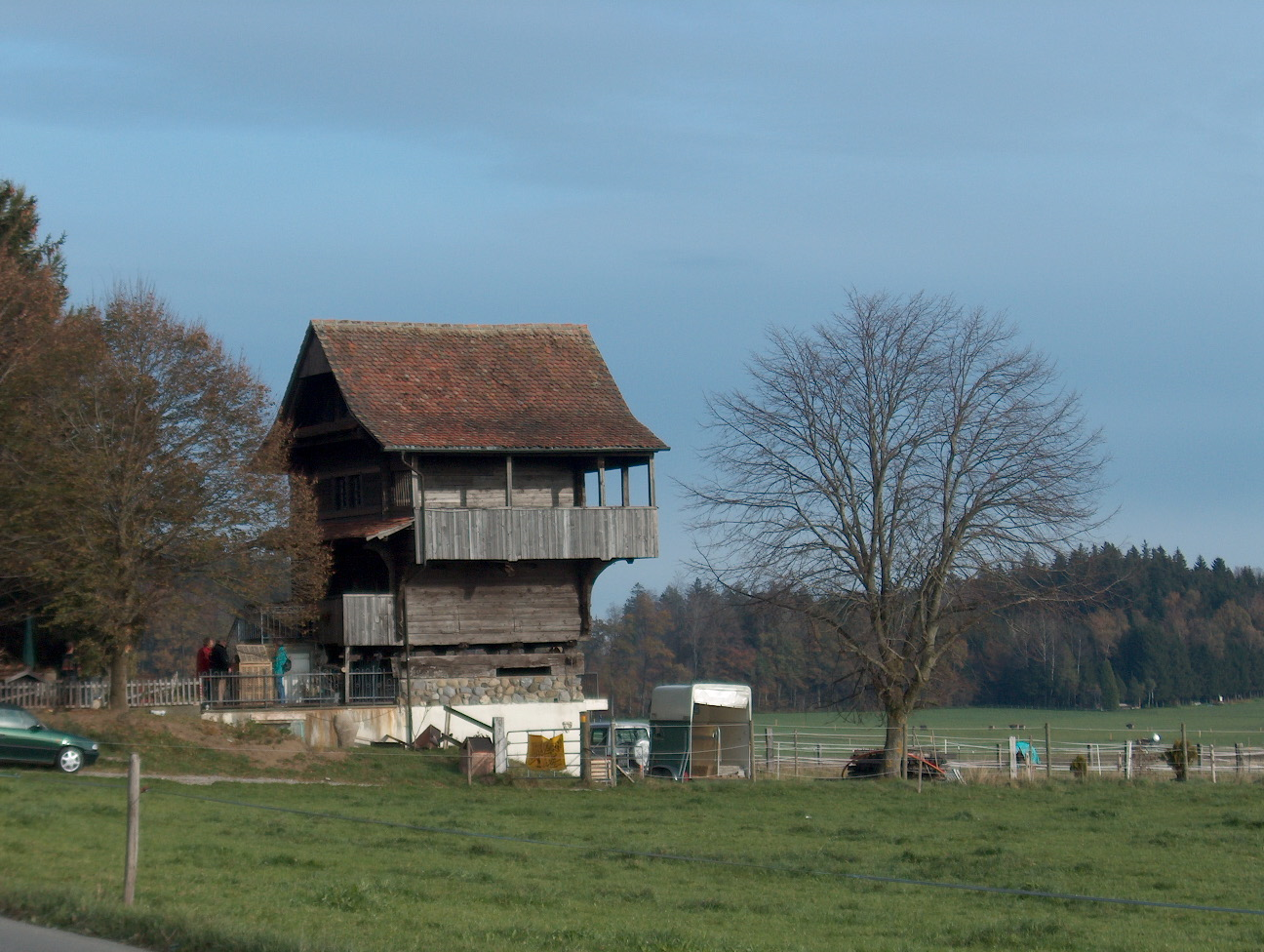
Bauernstöckli Hämikerberg

Hämikon liegt nordöstlich von Hitzkirch im luzernischen Teil des Seetals. Zur Gemeinde gehören das Dorf Hämikon, das südöstlich angrenzende Linden (705 m ü. M.) und die Häusergruppe Eichmatt (620 m ü. M.) 1,7 km nordwestlich des Dorfs. Innerhalb der Gemeinde Müswangen bestand die Exklave Hämikerberg (823 m ü. M.). Sie liegt fast 2 km vom Dorf entfernt in nordöstlicher Richtung. Von der Siedlungsfläche von 462 ha werden 67,1 % landwirtschaftlich genutzt. Wald und Gehölz bedecken 27,3 % des Gemeindegebiets, während 5,6 % als Siedlungsfläche genutzt werden.
Die Nachbargemeinden von Hämikon waren Aesch, Altwis, Hitzkirch, Müswangen, Schongau und Sulz.

## Bevölkerung

### Bevölkerungsentwicklung
| Bevölkerungsentwicklung | Bevölkerungsentwicklung |
| Jahr                    | Einwohner               |
| ----------------------- | ----------------------- |
| 1678                    | 304                     |
| 1850                    | 588                     |
| 1900                    | 383                     |
| 1950                    | 351                     |
| 1960                    | 297                     |
| 1970                    | 326                     |
| 1980                    | 308                     |
| 1990                    | 368                     |
| 2000                    | 444                     |
| 2004                    | 449                     |

Die Zahl der Einwohner stieg bis 1850 stetig. Danach folgte bis ins Jahr 1960 ein markanter Bevölkerungsrückgang um fast die Hälfte (−49,5 %). Zwischen 1980 und 2000 erfolgte ein starker Wachstumsschub von 44,2 %. Seither stagniert die Bevölkerung wieder. Der Bevölkerungshöchststand vom Jahr 1850 wurde nie mehr auch nur annähernd erreicht.

### Sprachen
Die Bevölkerung spricht eine hochalemannische Mundart. Die letzte Volkszählung im Jahr 2000 erbrachte folgendes Bild: 97,52 % sprachen Deutsch und je 0,90 % Albanisch und Portugiesisch als Hauptsprache/Alltagssprache.

### Religionen – Konfessionen
Ursprünglich war die gesamte Bevölkerung römisch-katholisch. Durch Zuwanderung und Kirchenaustritte sieht die Situation heute (Stand 2000) wie folgt aus: 70,95 % sind römisch-katholische und 14,86 % evangelisch-reformierte Christen. Daneben gibt es 7,21 % Konfessionslose und 2,50 % Muslime. Die Muslime sind meist Albaner aus dem Kosovo und Mazedonien sowie Türken und Kurden.

### Herkunft und Nationalität
Ende 2006 waren von den 477 Bewohnern 460 Schweizer Staatsbürger und 17 (=3,6 %) Ausländer. Bei der letzten Volkszählung waren 94,59 % (einschliesslich Doppelbürger sogar 95,50 %) Schweizerbürger. Die wenigen Ausländer sind in der Mehrzahl Albaner und Portugiesen.

### Gemeinderat
Der alle vier Jahre zu wählende Gemeinderat leitet im Namen des Volks die Gemeinde. Er übt seine Tätigkeit nebenamtlich aus und besteht in Hämikon aus fünf Personen. Bei den letzten Gemeinderatswahlen im Jahr 2004 gab es keine Kampfwahlen, doch verpasste ein bisheriges Mitglied das absolute Mehr knapp. Beim 2. Wahlgang trat diese Person nicht mehr an, und der Gemeinderat wurde durch die Wahl eines fünften Mitglieds komplettiert. Die Stimmbeteiligung im 1. Wahlgang betrug 53,22 %.
Der letzte Gemeinderat von Hämikon bestand aus folgenden Personen:
- Konrad Steiner (CVP), Gemeindepräsident
- Fiorenzo Paganucci (parteilos)
- Katharina Huter-Wissler (FDP)
- Antoinette Thali-Schopfer (CVP), Gemeindeamtsfrau
- Brigitte Wildisen-Graber (CVP)

Der Gemeinderat besteht (wie bisher) aus drei Frauen und zwei Männern, was für eine kleine Landgemeinde mit konservativer Tradition ungewöhnlich ist.

### Wahlen zum Grossrat
Bei den letzten Grossratswahlen erhielt die CVP als stärkste Partei 39,20 % der Stimmen. Danach folgten fast gleichauf die SVP mit 25,68 % und die FDP mit 25,24 %. Rund 90 % aller Stimmenden wählten somit eine der drei bürgerlichen Parteien. Die SP erreichte einen Wähleranteil von 5,43 %.

## Verkehr
Hämikon liegt an der Buslinie Hitzkirch–Müswangen. In Hitzkirch besteht Anschluss an die Bahnlinie Luzern–Lenzburg (Seetalbahn). Der Ort befindet sich an der Hauptstrasse von Hitzkirch nach Muri AG. Die nächstgelegenen Autobahnanschlüsse sind weit weg von der Gemeinde. Es sind Sursee in 23 km und Emmen-Nord in 25 km Entfernung; beide liegen an der A2.

## Geschichte
Trotz seiner geringen Einwohnerzahl wird der Ort unter dem Namen Hammingchova als Besitz der Fraumünsterabtei Zürich bereits im Jahr 950 zum ersten Mal erwähnt. Die Herren waren erst die Grafen von Lenzburg, seit 1264 die Habsburger. Der kleine Ort gehörte bis 1415 zum habsburgischen Amt Richensee, kam dann an die Stadt Luzern und 1425 bis 1798 zu den Freien Ämtern. Anschliessend war er bis 1803 ein Teil des Kantons Baden. Seither gehört er wieder zu Luzern und zwar zum damals neu geschaffenen Amt Hochdorf.